# Kaala Patthar
Kaala Patthar (italiano Pietra nera, con riferimento al carbone) è un film indiano del 1979 diretto e prodotto da Yash Chopra, mentre la sceneggiatura è stata scritta da Salim-Javed. Il film rappresenta la quarta collaborazione fra Amitabh Bachchan ed il regista Yash Chopra dopo i successi di Deewaar (1975), Kabhie Kabhie (1976) e Trishul (1978).  Tuttavia, questo film ha avuto incassi piuttosto tiepidi al box office, brillando in particolar modo nelle grandi città.  Nonostante le numerose nomination ai Filmfare Awards, Kaala Patthar non ha vinto alcun riconoscimento. Il film è ispirato ad un incidente avvenuto in una miniera a Chasnala, vicino Dhanbad il 27 dicembre 1975